# Lamborghini Reventón
Lamborghini Reventón (произношение: lamborɡˈini reβenˈton — русск. Ламборги́ни Ревенто́н) — среднемоторный суперкар, дебютировавший в 2007 году на Франкфуртском автосалоне. Это один из самых дорогих Lamborghini для дорог общего пользования, стоящий примерно миллион евро (US$1,5 млн). Согласно официальному пресс-релизу, выпущено только 20 автомобилей для продажи и один (маркированный как 0/20) — для музея Lamborghini. Каждый произведённый автомобиль имеет номерную табличку в диапазоне от 1 до 20, размещённую между водительским и пассажирским сиденьями, на уровне головы.

## Происхождение названия
Данная модель, вслед за «Diablo» и «Murciélago», названа в честь быка. Reventón в 1943 году убил на корриде мексиканского тореадора Феликса Гусмана (Félix Guzmán). В переводе с испанского «reventón» означает «взрыв».

## Характеристики

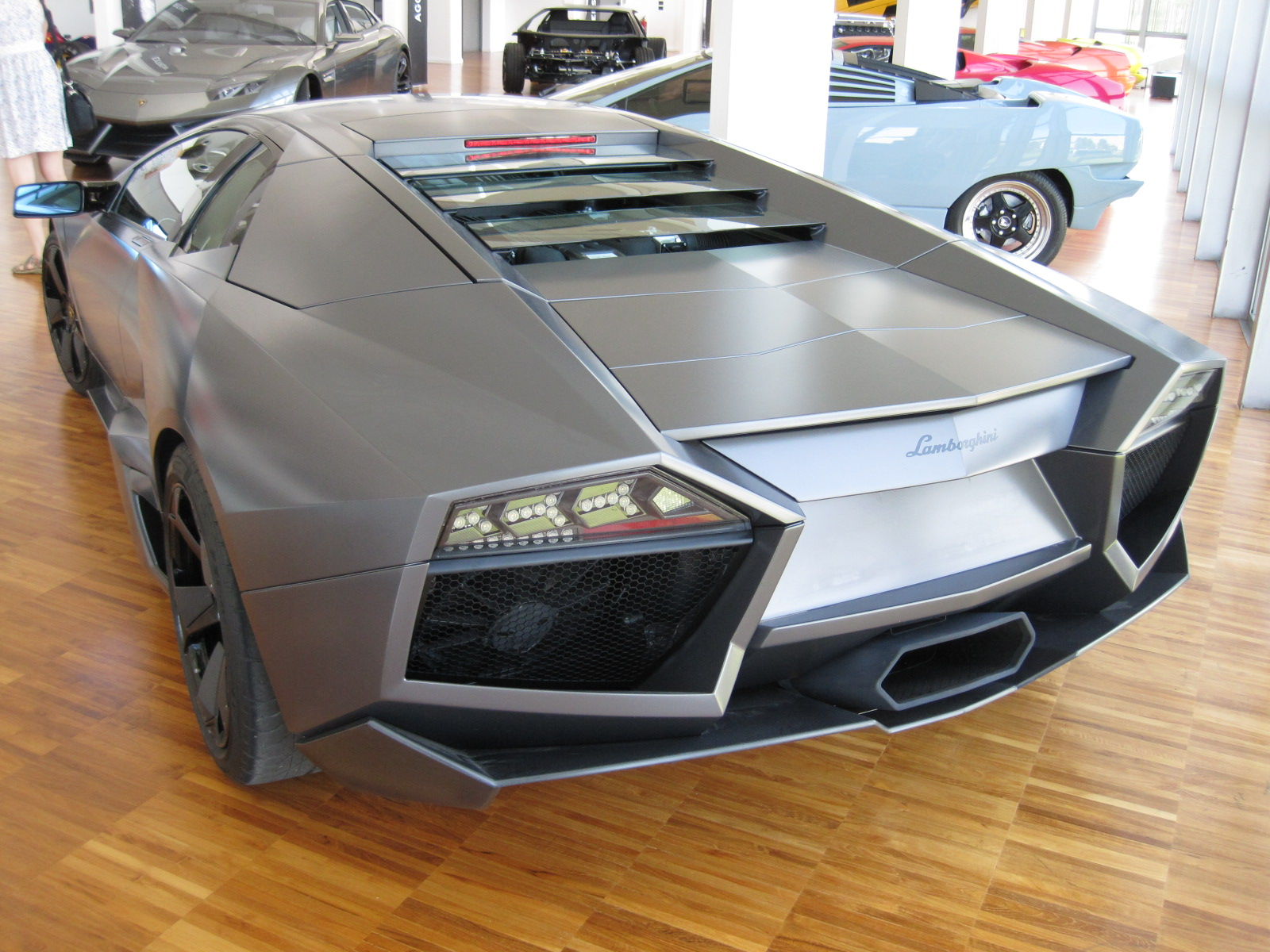

В Reventón используется слегка модифицированная версия двигателя V12 от Murciélago LP640 объёмом 6,5 л, выдающий 650 л.с. (480 кВт). Двигатель конструкции Джотто Биццарини (Giotto Bizzarini) ведёт свою родословную от модели 350GT 1964 года, однако его удачная конструкция позволила ему оставаться в производстве в течение более чем 40 лет.
Согласно официальным заявлениям, Reventón разгоняется до 100 км/ч за 3,4 секунды, максимальная скорость составляет 340 км/ч. Максимальная скорость, которую в реальности удалось получить (используя показания встроенного спидометра) — 358 км/ч.

## Lamborghini Reventón Roadster
В 2009 году компания Lamborghini официально представила открытую версию купе Reventón Roadster. Новая модель имеет двигатель мощностью 625 л.с. и тяжелее на 25 кг (1690 кг). Максимальная скорость автомобиля достигает 350 км/ч, а разгон с 0 до 100 км/ч составляет 3,3 секунды. Цена составила примерно 1,3 млн евро (US$1,7 млн).